# Jan Zieliński
Jan Zieliński (nació el 16 de noviembre de 1996) es un tenista polaco que se especializa en dobles.
Walków su ranking ATP  más alto de singles fue el número 769, logrado el 20 de septiembre de 2021. Su ranking ATP más alto de dobles fue el número 34, logrado el 7 de noviembre de 2022.
Walków hizo su debut en el cuadro principal ATP en el Torneo de Gstaad 2021 en el cuadro de dobles.

## Torneos de Grand Slam

### Dobles

#### Finalista (1)
| Año  | Torneo               | Pareja   | Oponentes en la final       | Resultado   |
| 2023 | Abierto de Australia | Hugo Nys | Rinky Hijikata Jason Kubler | 4-6, 6-7(4) |

### Dobles mixto

#### Títulos (2)
| Año  | Torneo               | Pareja       | Oponentes en la final            | Resultado           |
| 2024 | Abierto de Australia | Su-Wei Hsieh | Desirae Krawczyk Neal Skupski    | 6-7(5), 6-4, [11-9] |
| 2024 | Wimbledon            | Su-Wei Hsieh | Giuliana Olmos Santiago González | 6-4, 6-2            |

## Títulos ATP (5; 0+5)

### Dobles (5)
| Leyenda                         |
| Grand Slam (0)                  |
| ATP Wourld Tour Finals (0)      |
| ATP Masters 1000 World Tour (1) |
| ATP World Tour 500 series (1)   |
| ATP World Tour 250 series (3)   |

| N.º | Fecha                    | Torneo   | Superficie    | Pareja         | Oponentes en la final               | Resultado   |
| --- | ------------------------ | -------- | ------------- | -------------- | ----------------------------------- | ----------- |
| 1.  | 26 de septiembre de 2021 | Metz     | Dura (i)      | Hubert Hurkacz | Hugo Nys Arthur Rinderknech         | 7-5 , 6-3   |
| 2.  | 25 de septiembre de 2022 | Metz     | Dura (i)      | Hugo Nys       | Lloyd Glasspool Harri Heliövaara    | 7-6(5), 6-4 |
| 3.  | 21 de mayo de 2023       | Roma     | Tierra batida | Hugo Nys       | Robin Haase Botic van de Zandschulp | 7-5, 6-1    |
| 4.  | 11 de noviembre de 2023  | Metz     | Dura (i)      | Hugo Nys       | Constantin Frantzen Hendrik Jebens  | 6-4, 6-4    |
| 5.  | 2 de marzo de 2024       | Acapulco | Dura          | Hugo Nys       | Santiago González Neal Skupski      | 6-3, 6-2    |

#### Finalista (9)
| N.º | Fecha                 | Torneo               | Superficie    | Pareja           | Oponentes en la final                    | Resultado             |
| --- | --------------------- | -------------------- | ------------- | ---------------- | ---------------------------------------- | --------------------- |
| 1.  | 25 de julio de 2021   | Gstaad               | Tierra batida | Szymon Walków    | Marc-Andrea Huesler Dominic Stricker     | 1-6, 6-7(7)           |
| 2.  | 9 de abril de 2022    | Marakech             | Tierra batida | Andrea Vavassori | Rafael Matos David Vega Hernández        | 1-6, 5-7              |
| 3.  | 27 de agosto de 2022  | Winston-Salem        | Dura          | Hugo Nys         | Matthew Ebden Jamie Murray               | 4-6, 2-6              |
| 4.  | 28 de enero de 2023   | Abierto de Australia | Dura          | Hugo Nys         | Rinky Hijikata Jason Kubler              | 4-6, 6-7(4)           |
| 5.  | 29 de octubre de 2023 | Basilea              | Dura (i)      | Hugo Nys         | Santiago González Édouard Roger-Vasselin | 7-6(8), 6-7(3) [1-10] |
| 6.  | 24 de abril de 2024   | Barcelona            | Tierra batida | Hugo Nys         | Máximo González Andrés Molteni           | 6-4, 4-6, [9-11]      |
| 7.  | 9 de febrero de 2025  | Róterdam             | Dura (i)      | Sander Gillé     | Simone Bolelli Andrea Vavassori          | 2-6, 6-4, [6-10]      |
| 8.  | 16 de febrero de 2025 | Marsella             | Dura (i)      | Sander Gillé     | Benjamin Bonzi Pierre-Hugues Herbert     | 3-6, 4-6              |
| 9.  | 20 de julio de 2025   | Bastad               | Tierra batida | Adam Pavlásek    | Guido Andreozzi Sander Arends            | 7-6(4), 5-7, [6-10]   |

## Títulos ATP Challenger (5; 0+5)

### Dobles (5)
| N.º | Fecha                    | Torneo                             | Superficie    | Pareja        | Oponentes en la final             | Resultado        |
| --- | ------------------------ | ---------------------------------- | ------------- | ------------- | --------------------------------- | ---------------- |
| 1.  | 26 de septiembre de 2020 | Challenger de Sibiu                | Tierra batida | Hunter Reese  | Robert Galloway Hans Hach Verdugo | 6-4, 6-2         |
| 2.  | 17 de abril de 2021      | Challenger de Split 2              | Tierra batida | Szymon Walków | Grégoire Barrère Albano Olivetti  | 6-2, 7-5         |
| 3.  | 10 de julio de 2021      | Challenger de Braunschweig         | Tierra batida | Szymon Walków | Ivan Sabanov Matej Sabanov        | 6-4, 4-6, [10-4] |
| 4.  | 14 de agosto de 2021     | Challenger de Meerbusch            | Tierra batida | Szymon Walków | Dustin Brown Robin Haase          | 6-3, 6-1         |
| 5.  | 12 de marzo de 2022      | Challenger de Roseto degli Abruzzi | Tierra batida | Hugo Nys      | Roman Jebavý Philipp Oswald       | 7-6, 4-6, [10-3] |